# Cilibang
Cilibang is een bestuurslaag in het regentschap Cilacap van de provincie Midden-Java, Indonesië. Cilibang telt 1960 inwoners (volkstelling 2010).